# マツダ・K360

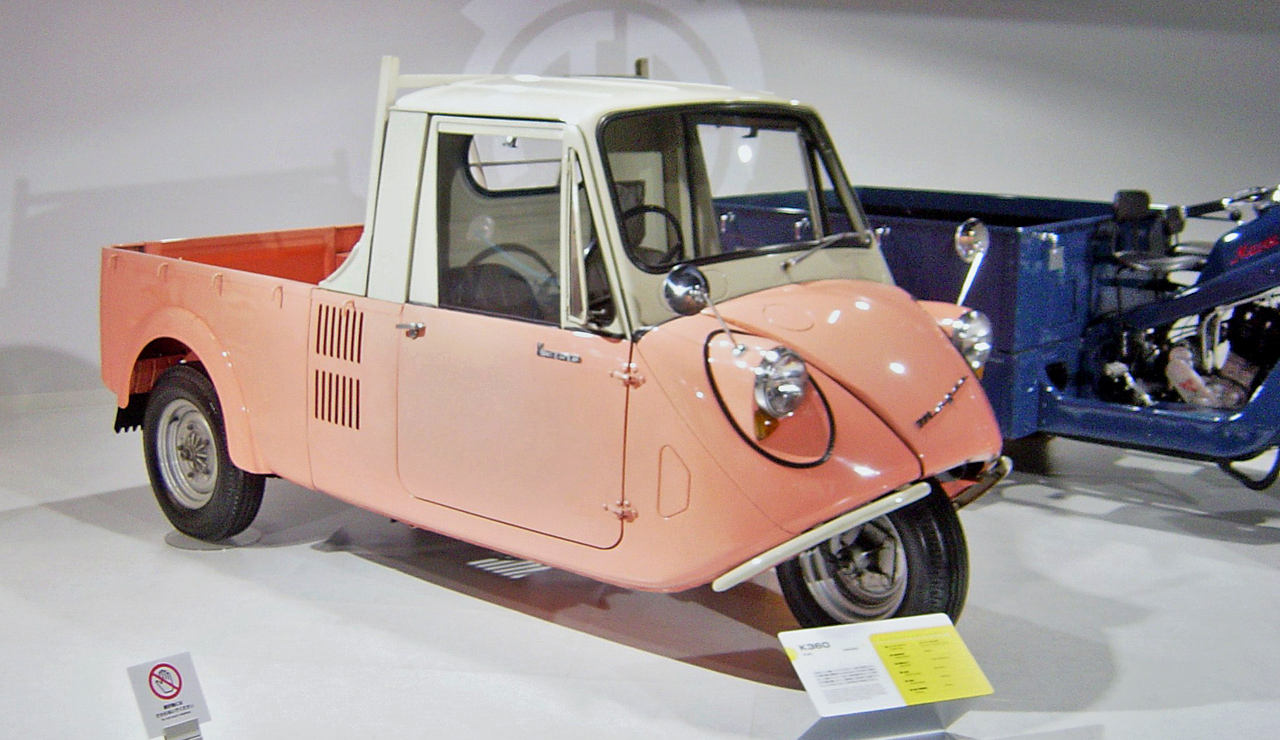
マツダ・K360 2005年2月撮影

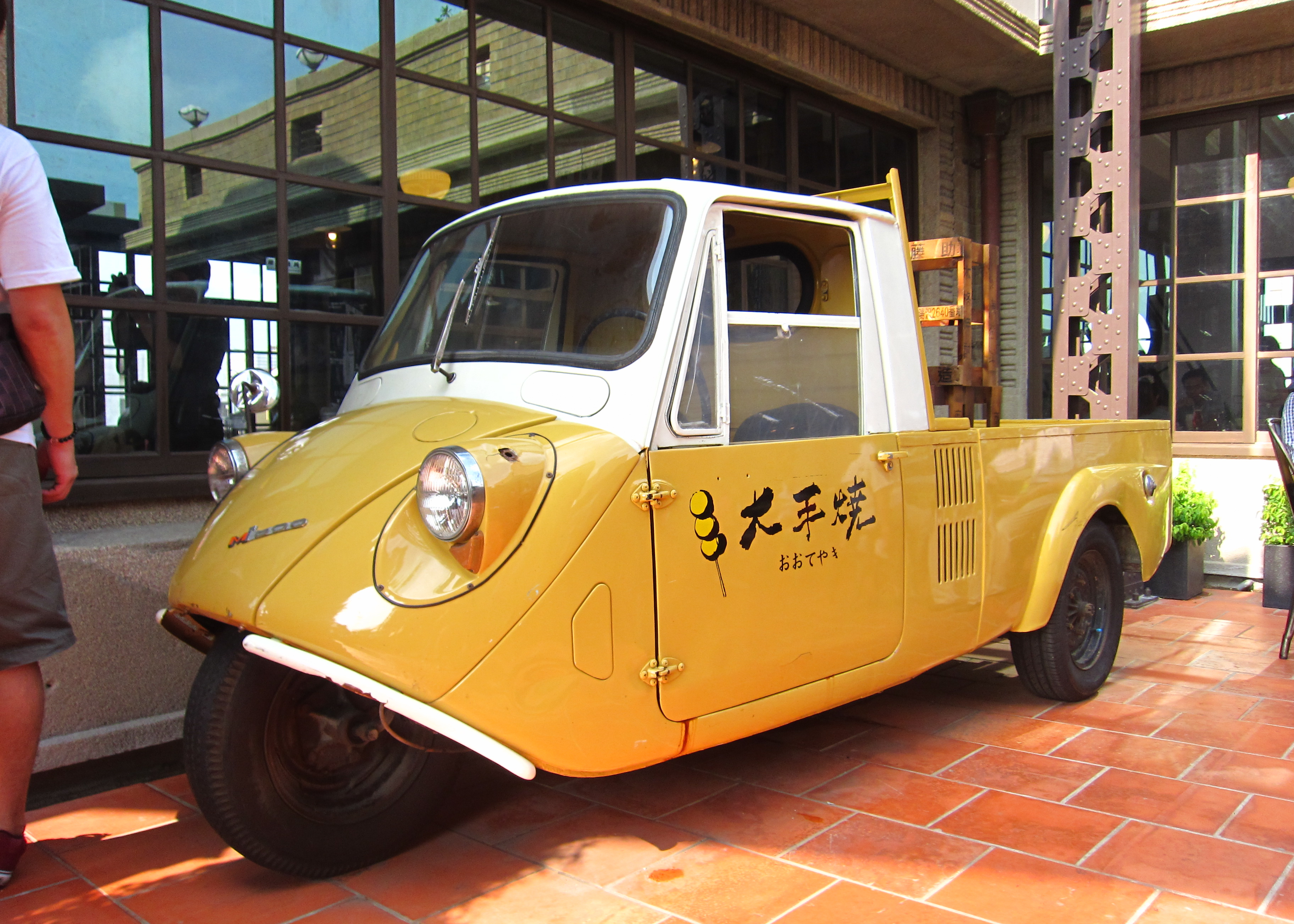
台湾の林百貨で展示されているK360。2014年撮影。

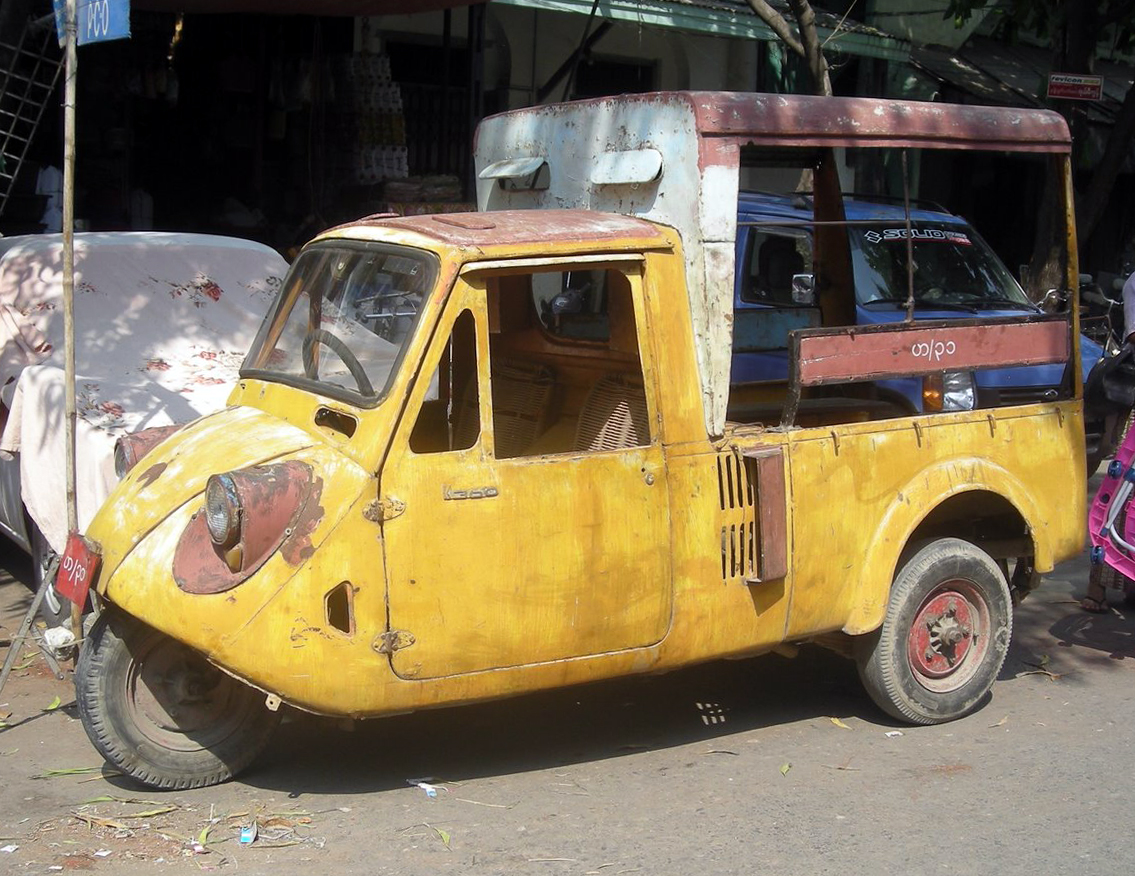
マンダレーで使われるK360。2009年撮影。

マツダ・K360は東洋工業（現マツダ）が、かつて生産・販売していた軽三輪トラック（オート三輪）である。
ケサブローの愛称で知られる。
東洋工業初の軽三輪トラックとなり、同社のT600とは共通設計の姉妹車でもある。

## 概要
小杉二郎によるスタイリングと明るいツートーンカラーにより、商用車とは思えないスマートさで人気となった。K360が登場した1959年（昭和34年）は、ダイハツ・ミゼットの丸ハンドル仕様となるミゼットMPシリーズの発売とほぼ同時期であり、真っ向から比較される対象であった。しかし、上級車種であるK600との共通化による恩恵は多く、ミゼットより静粛性に優れており、また、タイヤサイズもミゼットの9インチに比べて12インチと大きいことから、操縦安定性やロードホールディングに優れ、ボディサイズが同等のミゼットよりもひとまわり大きく感じられた。
メカニズムでは、エンジン自体とその搭載方法が特徴となっている。エンジンは空冷 4ストローク OHV V型2気筒のBA型ガソリンエンジンで、バンク角は76°、潤滑はドライサンプである。最高出力は11馬力 / 4300 rpm 、最大トルクは2.2 kg-m / 3,000 rpm で、搭載位置はキャビン背後の荷台との間に縦置きされ、それに続く3速マニュアルトランスミッションとプロペラシャフトを介し、後輪を駆動する。このエンジンレイアウト（ミッドシップ）は荷台の絶対長では不利になるものの、2気筒エンジンをキャビンと隔離して搭載できるため、静粛性や低重心性、整備性という面では競合車種より優位であった。1957年から自動車部品に参入した広島アルミニウム工業の協力でエンジンにアルミを多用することにより、軽量化も図られている。これ以降、広島アルミニウム工業はマツダを主な取引先とするようになった
トランスミッションは、前進が常時噛み合い式（コンスタントメッシュ）、後退が選択擦動式である。
フレームは三角形はしごフレームで、サスペンションは、前がリジッドフォーク + ボトムリンク + コイルスプリング、後は半だ円リーフスプリング + リジッドアクスルである。ショックアブソーバーは前輪にのみ、リーディング＆トレーリングシューの油圧式ドラムブレーキは後輪のみに備わる。フロントサスペンションはオート三輪の競合車種に多いオレオフォーク式でなく、旧式なボトムリンク式だが、上位のマツダオート三輪同様に耐久性を重視した結果である。
操舵装置はラック・アンド・ピニオン、丸ハンドルとなっている。
なお、この車両とマツダ・B360は1960年代にミャンマーに輸出され、その後は1990年代中期頃まで現地生産が行われていたため、ミャンマーでは2000年代でも現役の車両がある。

## 歴史
- 1959年5月、発表、市販開始。
- 1962年8月、マイナーチェンジ。引きちがい式だったドアウィンドウが4段階の昇降式に変更されたほか、三角窓とサイドベンチレーターが追加される。
- 1964年1月、マイナーチェンジ。ホイールベースを35 mm 延長。キャビンのルーフが鋼板化される。
- 1969年3月、生産終了。在庫対応分のみの販売となる。
- 1969年9月、販売終了。